# Statio Dominus Mundi

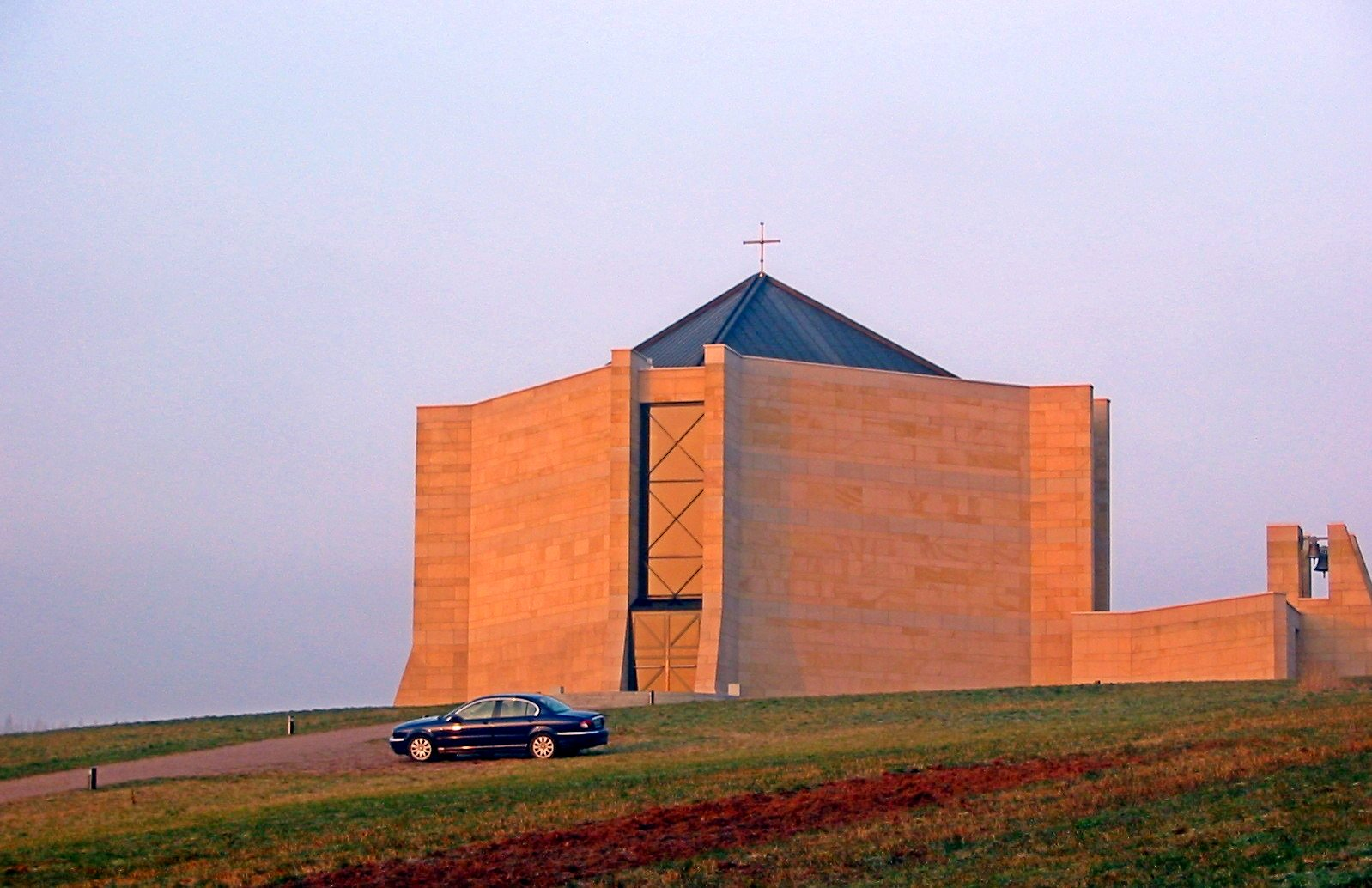
Die Statio Dominus Mundi von Süden her gesehen

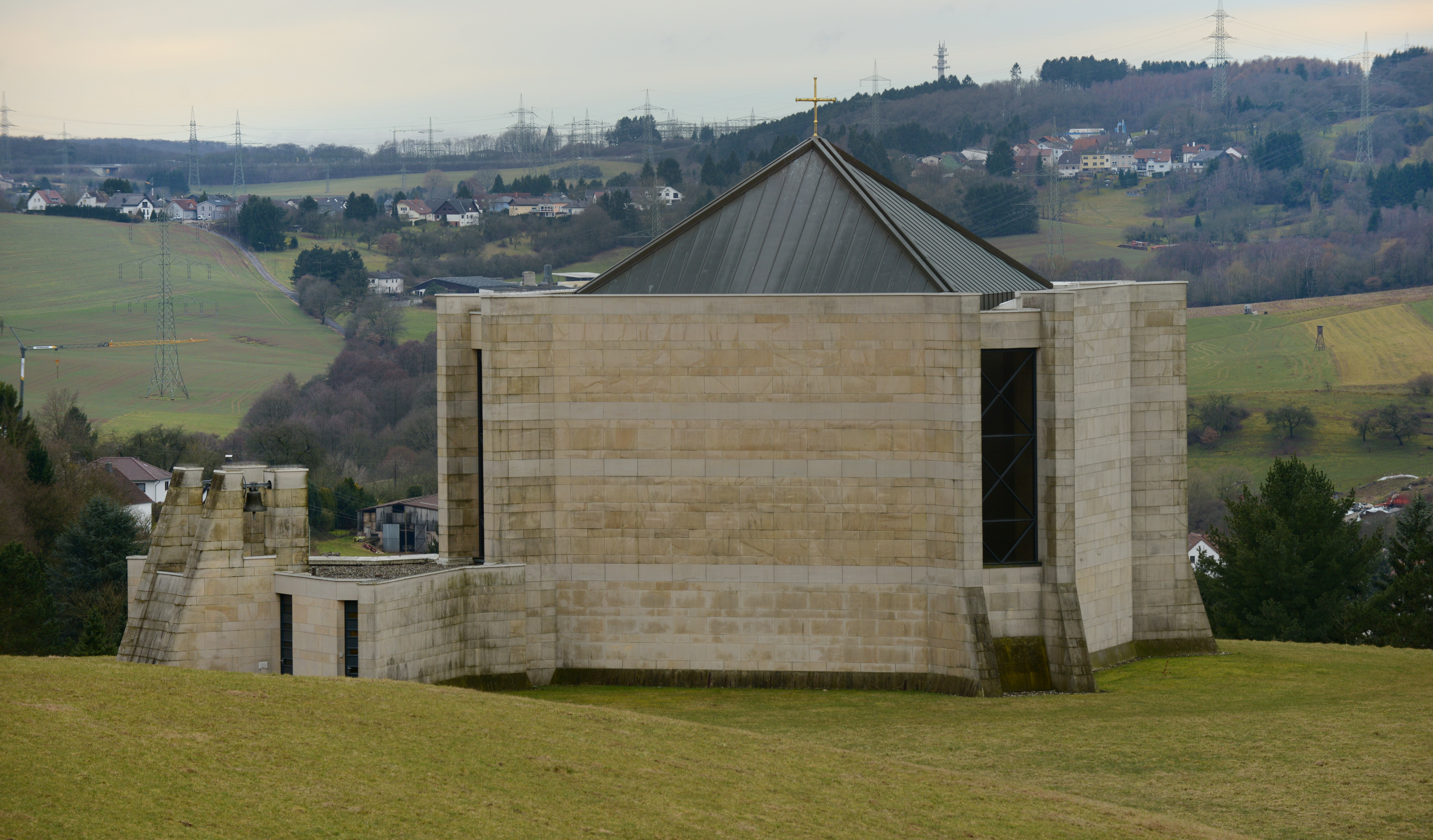
Statio Dominus Mundi von Nordosten

Statio Dominus Mundi ist ein Sakral- und Kunstbau im Illinger Ortsteil Wustweiler. Die Privatkapelle untersteht der kirchlichen Jurisdiktion der Benediktinerabtei Tholey.

## Geschichte
Die Kapelle wurde 2002 nach den Plänen des Architekten Alexander von Branca von dem Unternehmerehepaar Ursula und Edmund Meiser (Gründer des Unternehmens Gebr. Meiser) auf einem Privatgrundstück erbaut. Der lateinische Name verbindet den liturgischen Begriff Statio („Gebetshalt auf dem Weg“) mit dem Christustitel „Herr der Welt“.

## Architektur
Der quadratische Sandsteinbau thront wie eine Festung auf einer Anhöhe bei Wustweiler. Der Eingang liegt in der Südwestecke, im Südosten liegt ein kleiner Glockenturm. Die Ecken bilden Sichtachsen mit hohen Fenstern, Tageslicht fällt außerdem durch die Deckenfenster. Das Innere ist klar strukturiert. Die Wände sind weiß, die Böden mit Marmorfliesen ausgestattet, acht quadratische Säulen begrenzen das Zentrum der Kirche und tragen das Dach. Im Nordwesten befindet sich ein Marmoraltar, dahinter ein Tabernakel.

## Museum für mittelalterliche Kunst
Der Sakralbau beherbergt eine bedeutende Sammlung mittelalterlicher Meister, darunter ein Werk von Lucas Cranach.